# Église de la Nativité de Bagnot
L'église de la Nativité de Bagnot est un édifice religieux, remarquable pour ces fresques murales, situé à Bagnot, en France.

## Généralités
L'église est située au centre du village de Bagnot, dans le département de la Côte-d'Or, en région Bourgogne-Franche-Comté, en France. Elle fait partie de la paroisse de Seurre, du diocèse de Dijon.

## Historique
Les parties les plus anciennes de l'église, dont le chœur, datent des XIIe siècle ou XIIIe siècle ; La nef est reconstruite au XVe siècle et l'église est remaniée aux XVIIIe siècle (sacristie) et XIXe siècle (transfert du clocher et remaniement de la nef). À l'occasion de ces travaux, des fresques sont découvertes en 1863. Ces peintures murales sont datées à même les murs de 1484.
L'église bénéficie de multiples protections au titre des monuments historiques : classement par arrêté du 1er août 1902 pour les peintures murales, classement par arrêté du 18 mai 1908 pour le chœur et inscription par arrêté du 6 juillet 2001 pour la nef.

## Description
Le chœur est construit en briques, voûté d'ogives alors que la nef est en pierres. A l'extérieur, la toiture est à longs pans et la flèche polygonale.

### Les fresques
Datées de 1484 et très certainement créées à l'initiative de Catherine de Chauvigny, veuve du sire de Chauvigny, les peintures murales s'étendent sur chaque mur et voûte du chœur pour une largeur totale de plus de 6 mètres sur plus de 4 mètres de hauteur. 
La représentation iconographique des fresques figurent : des scènes bibliques (Annonciation, « Dieu le père », saint Michel et Démon biblique, Pèsement des âmes, Christ juge, paradis et enfer), des figures bibliques et réelles (Vierge, sainte Madeleine, sainte Barbe, sainte Catherine, saint André, saint Jean-Baptiste, saint Jean), un portrait de la donatrice Catherine de Chauvigny et une scène représentant les douze mois de l'année,. 

## Mobilier
L'église contient un mobilier remarquable et parmi ceux-ci : le maître autel en style néo-gothique du XIXe siècle, des dalles funéraires du XVIIIe siècle,, diverses statues : deux représentations de saint Jean Baptiste du XVIe siècle et XVIIIe siècle, une Vierge à l'enfant du XVIIIe siècle, chaire à prêcher du XIXe siècle.

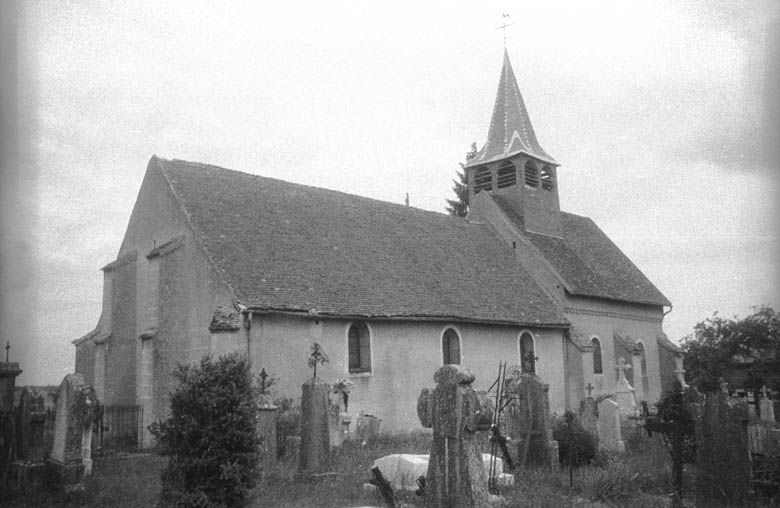
L'église en 1937.
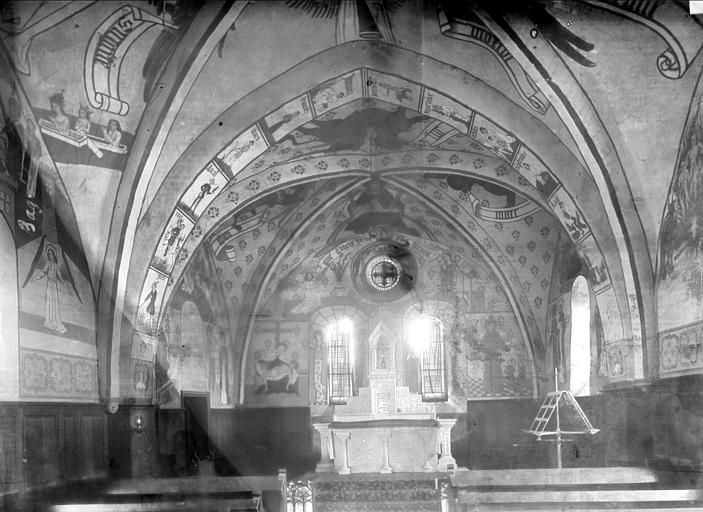
Peintures murales en 1919.
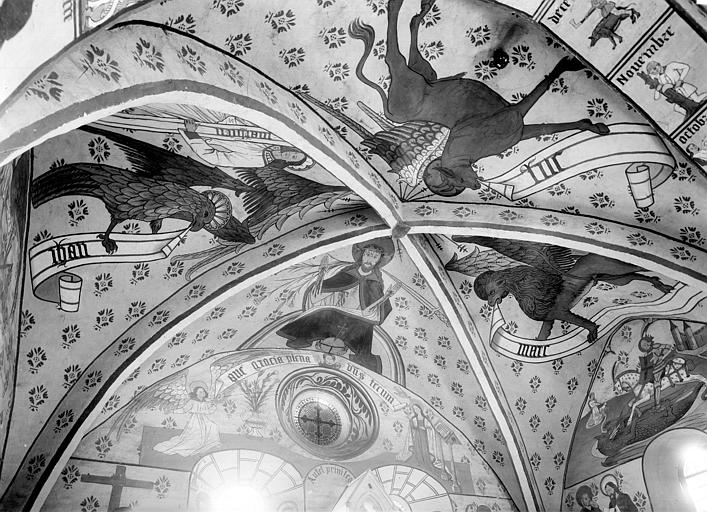
Peintures murales en 1919.
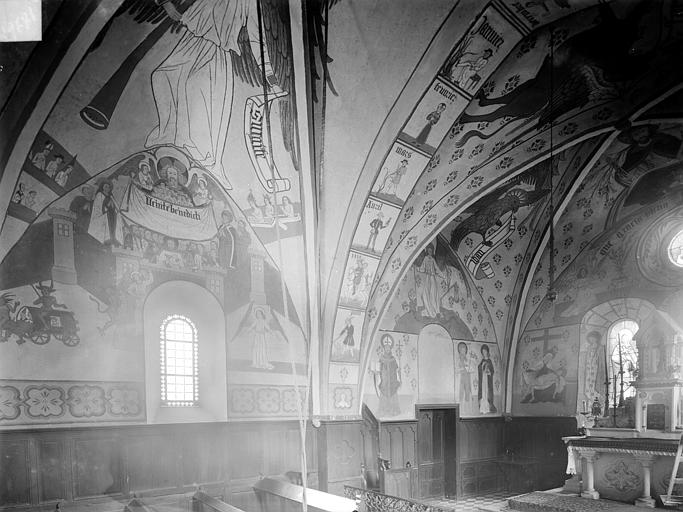
Peintures murales en 1919.